# Aperittochelifer zumpti
Aperittochelifer zumpti är en spindeldjursart som beskrevs av Beier 1964. Aperittochelifer zumpti ingår i släktet Aperittochelifer och familjen tvåögonklokrypare. Inga underarter finns listade i Catalogue of Life.